# マクラーレン・M26
マクラーレン・M26（McLaren M26）は、マクラーレンがF1世界選手権用に開発したフォーミュラ1カー。デザイナーはゴードン・コパック。
1976年から1978年までの間に計7台が製作され、優勝3回を記録した。

## 解説

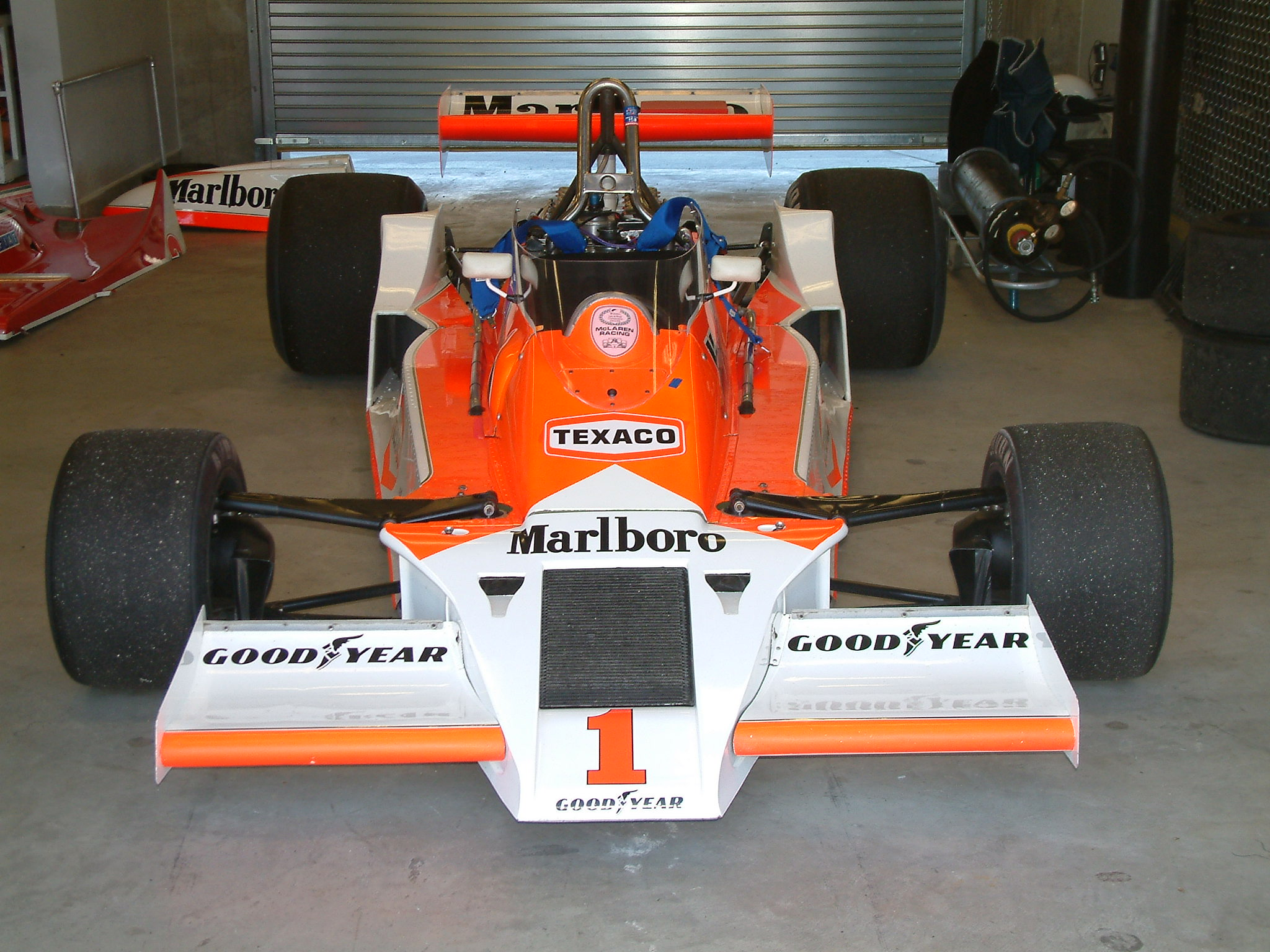
M26のフロント部

1973年にデビューし、1974年にドライバーズチャンピオンとコンストラクターズチャンピオンを獲得したマクラーレン・M23の後継車として開発がおこなわれ、1976年7月に開催されたイギリスGPの翌日に発表された。
モノコックにアルミ板でハニカムを挟み込んだアルミ・ハニカムを使用して剛性を高め、それと同時に車体の重量軽減も果たしている。さらにコクピット周りには耐火性向上のためノーメックスを使用している。外見は全長がM23と比べ短くなっている。サスペンションなどの内部メカニズムや、バナナウイングと呼ばれるリヤウイングの形状はM23からそのまま受け継がれている。

## 戦績

### 1976年
シーズン途中からの投入が予定されオーストリアGPに持ち込まれたが、予選のみの出走で、次戦オランダGPでヨッヘン・マスが出走し9位完走した。M23がまだ第一線で争える戦闘力を持っており、その性能維持を優先されたため、出走はこの1戦にとどまった。

### 1977年
1977年は開幕から2戦をM23で出走したのち、南アフリカGPにハント用のマシンが持ち込まれたが、直前のテスト中に事故を起こして破損。このためジェームス・ハントのM26でのドライブは第5戦スペインGPからとなった。第7戦ベルギーGPよりアンダーステア対策と、車体後部に配置されたオイルクーラーが充分に冷却されないという欠点を解決するためオイルクーラーをフロントノーズに移設した。この改善が功を奏してフランスGPで3位、イギリスGPでポールポジションからスタートしたハントがM26の初勝利を記録。シーズン終盤のアメリカ・日本両GPでも優勝した。

### 1978年
1978年は後継車として構想されたM27の開発が棚に上げられたため、引き続いて使用された。マシンは前年と比べ外見の大きな変化はなかった。ドライバーはマスに代わりパトリック・タンベイが加入。ブルーノ・ジャコメリも数戦出走した。また、プライベートチームのBSファブリケーションズから参戦するブレット・ランガーも新しく製作されたM26/6を購入してドライブした。

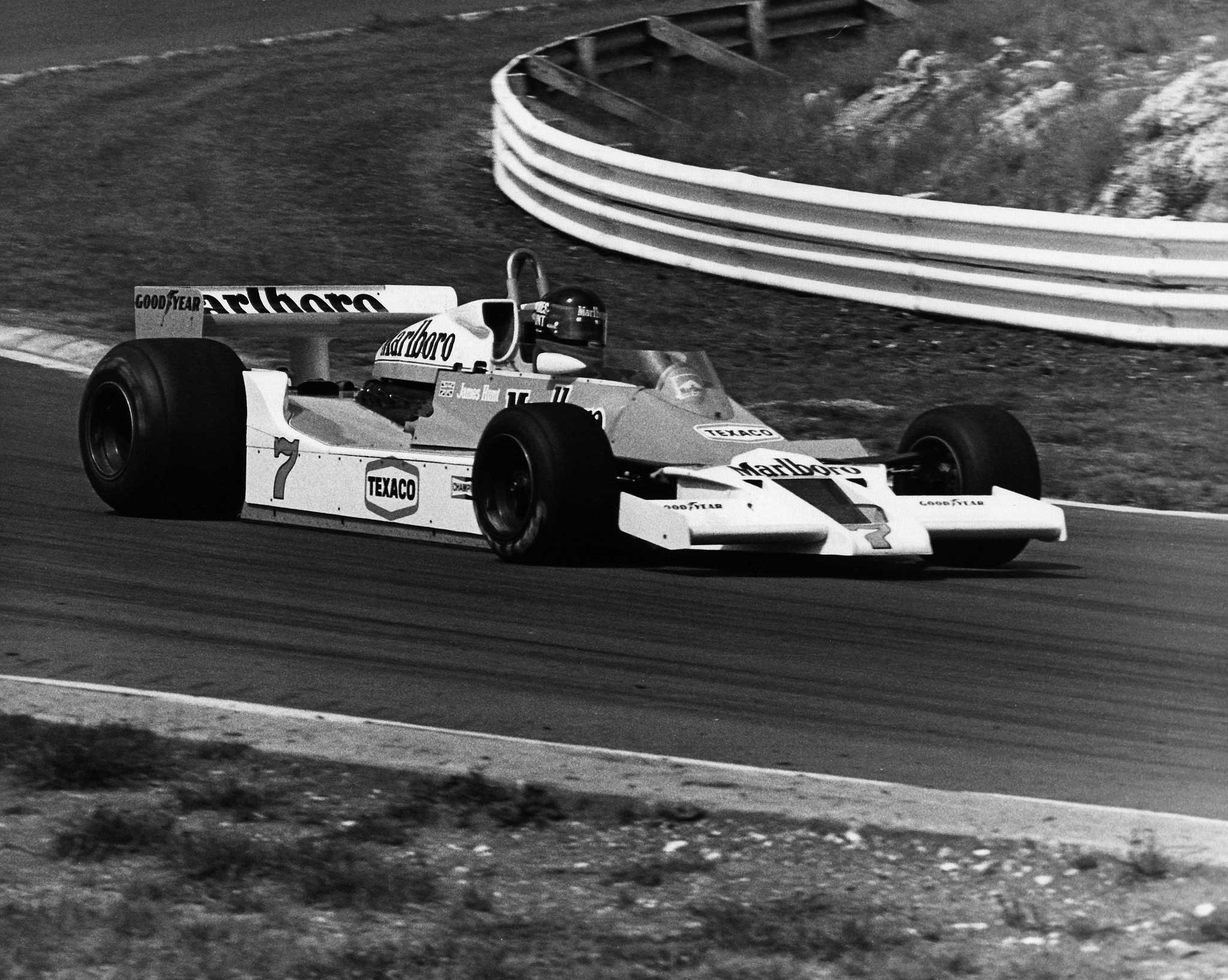
1978年イギリスGPでM26をドライブするジェームス・ハント

前年とは打って変わって不振に陥り、スペインGP予選でコクピット前にウイングが追加された仕様を試したり、さらにイギリスGPでは、スペインGPで破損したM26/4にロータス・79風のサイドポンツーンやラジエターを装備したM26Eを登場させたが、成績は好転せず、結局フランスGPでのハントの3位が最高位となり、コンストラクターズ・ランキングは前年の3位から8位に転落した。シーズン後半のアメリカ・カナダGPでは、フィリップモリス傘下のミラー社が販売するビールブランドであるレーベンブロイがスポットスポンサーに付き、カラーリングがイメージカラーのブルーに代わった。

### 1979年
1979年はブラジルGPの練習走行中にタンベイのM28が事故をおこしたため、予備として用意されていたM26で出走。ベルギーGPでもタンベイのM28が改修中だったため、その代わりとしてM26を走らせたが予選落ちした。

## M26 1/2
1977年シーズン終了後におこなわれたポール・リカールでのテストで、ラジエター・オイルクーラーを車体後部に配置しラジエターダクトと一体化したリヤウイングを装着したM26 1/2（M26/27とも）が登場。前記のM27への使用を目的としたものであり、テスト走行のみに使用された。

## スペック

### シャシー
- シャシー名 M26

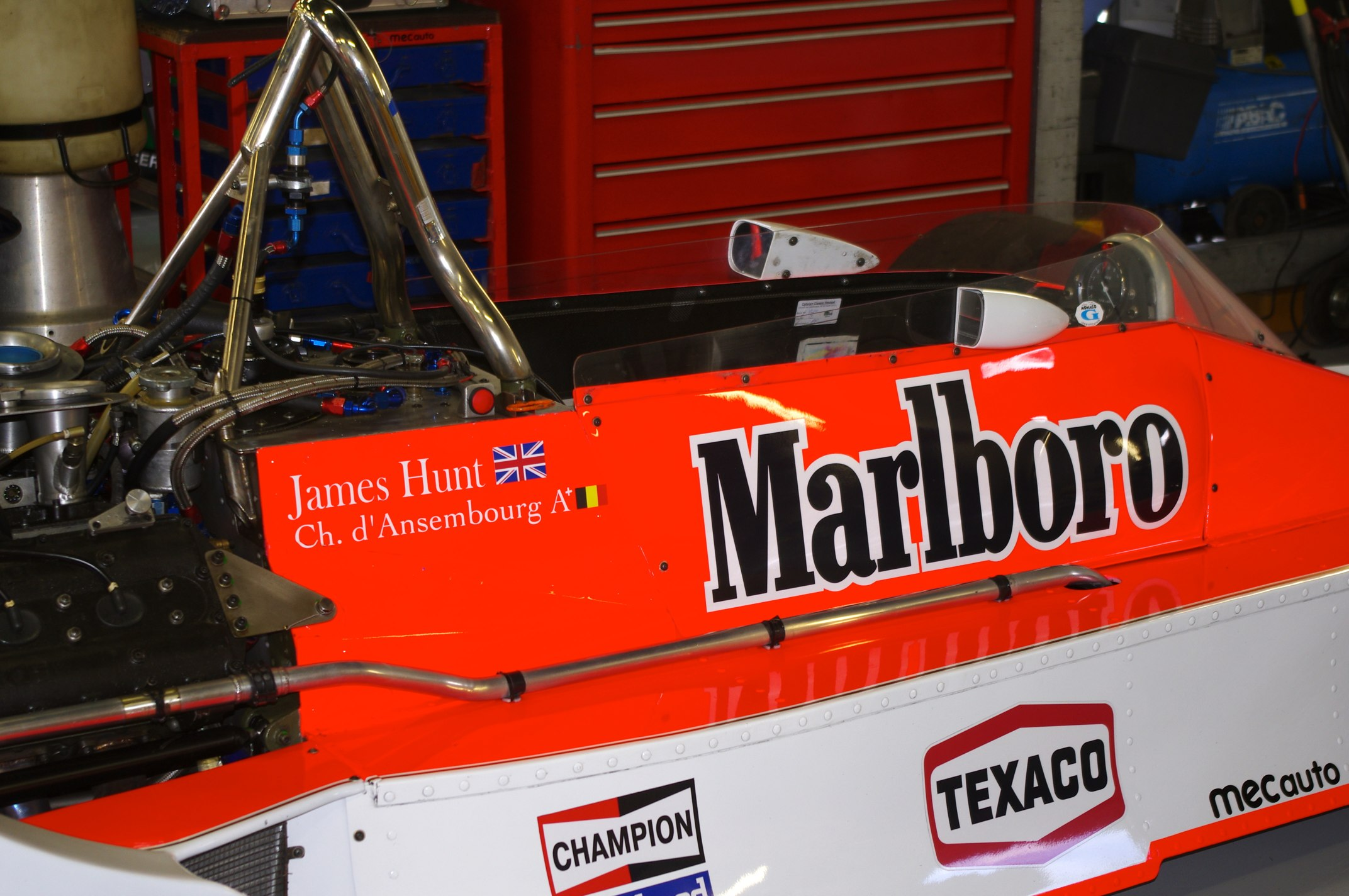
M26のコクピット周り

- シャシー構造 アルミニウムモノコック（アルミハニカム使用）
- 全長 4,318mm
- ホイールベース 2,743mm
- 前トレッド 1,600mm→1,651mm
- 後トレッド 1,626mm
- ブレーキ ロッキード
- サスペンション フロント：ロッキングアーム/リヤ：ダブルウィッシュボーン
- タイヤ グッドイヤー
- ギアボックス マクラーレン/ヒューランドFG400（6速）→DG400（6速）・マニュアルシフト
- 重量 590kg→585kg

### エンジン
- エンジン名 フォード・コスワースDFV
- 気筒数・角度 V型8気筒・90度
- 排気量 2,993cc
- 最大馬力 485馬力
- 重量 168kg
- スパークプラグ チャンピオン
- 燃料・潤滑油 テキサコ→カストロール（1979年）[19]
- インジェクション ルーカス

## F1全成績

### ワークス
(key)（太字はポールポジション、斜体はファステストラップ）
| 年   | タイヤ | No. | ドライバー | 1   | 2   | 3   | 4   | 5   | 6   | 7   | 8   | 9   | 10  | 11  | 12  | 13  | 14  | 15  | 16  | 17  | ポイント | 順位 |
| ---- | ------ | --- | ---------- | --- | --- | --- | --- | --- | --- | --- | --- | --- | --- | --- | --- | --- | --- | --- | --- | --- | -------- | ---- |
| 1976 | G      |     |            | BRA | RSA | USW | ESP | BEL | MON | SWE | FRA | GBR | GER | AUT | NED | ITA | CAN | USA | JPN |     | 74*(75)  | 2位  |
| 1976 | G      | 12  | マス       |     |     |     |     |     |     |     |     |     |     |     | 9   |     |     |     |     |     | 74*(75)  | 2位  |
| 1977 | G      |     |            | ARG | BRA | RSA | USW | ESP | MON | BEL | SWE | FRA | GBR | GER | AUT | NED | ITA | USA | CAN | JPN | 60†      | 3位  |
| 1977 | G      | 1   | ハント     |     |     |     |     | Ret |     | 7   | 12  | 3   | 1   | Ret | Ret | Ret | Ret | 1   | Ret | 1   | 60†      | 3位  |
| 1977 | G      | 2   | マス       |     |     |     |     |     |     |     |     |     | 4   | Ret | 6   | Ret | 4   | Ret | 3   | Ret | 60†      | 3位  |
| 1978 | G      |     |            | ARG | BRA | RSA | USW | MON | BEL | ESP | SWE | FRA | GBR | GER | AUT | NED | ITA | USA | CAN |     | 15       | 8位  |
| 1978 | G      | 7   | ハント     | 4   | Ret | Ret | Ret | Ret | Ret | 6   | 8   | 3   | Ret | DSQ | Ret | 10  | Ret | 7   | Ret |     | 15       | 8位  |
| 1978 | G      | 8   | タンベイ   | 6   | Ret | Ret | 12  | 7   |     | Ret | 4   | 9   | 6   | Ret | Ret | 9   | 5   | 6   | 8   |     | 15       | 8位  |
| 1978 | G      | 33  | ジャコメリ |     |     |     |     |     | 8   |     |     | Ret | 7   |     |     | Ret | 14  |     |     |     | 15       | 8位  |
| 1979 | G      |     |            | ARG | BRA | RSA | USW | ESP | BEL | MON | FRA | GBR | GER | AUT | NED | ITA | CAN | USA |     |     | 15‡      | 7位  |
| 1979 | G      | 8   | タンベイ   |     | Ret |     |     |     | DNQ |     |     |     |     |     |     |     |     |     |     |     | 15‡      | 7位  |

- DNQは予選不通過、DSQは失格。
- ()内は総得点。
- *マクラーレン・M23が獲得。
- †マクラーレン・M23による21ポイントを含む。
- ‡マクラーレン・M28、M29が獲得。

### ノンワークス
| 年   | チーム                                    | タイヤ | No. | ドライバー | 1   | 2   | 3   | 4   | 5   | 6   | 7   | 8   | 9   | 10  | 11   | 12  | 13  | 14  | 15  | 16  |
| ---- | ----------------------------------------- | ------ | --- | ---------- | --- | --- | --- | --- | --- | --- | --- | --- | --- | --- | ---- | --- | --- | --- | --- | --- |
| 1978 | リゲット・グループ/BSファブリケーションズ | G      |     |            | ARG | BRA | RSA | USW | MON | BEL | ESP | SWE | FRA | GBR | GER  | AUT | NED | ITA | USA | CAN |
| 1978 | リゲット・グループ/BSファブリケーションズ | G      | 30  | ランガー   |     |     |     |     | DNQ | 7   | DNQ | DNQ | Ret | 8   | DNPQ | 8   | Ret | Ret |     |     |

- DNPQは予備予選不通過。